# حمحم كبير الأسدية
حمحم كبير الأسدية (الاسم العلمي:Borago macranthera) هو نوع غير مؤكد من النباتات يتبع جنس الحمحم من الفصيلة الحمحمية.